# Shoreham-by-Sea
Shoreham-by-Sea è una cittadina non coperta da parrocchia civile di 20 547 abitanti del distretto di Adur, della contea del West Sussex.

## Geografia fisica
La cittadina si trova sulla costa della Manica, sul versante meridionale della catena delle South Downs.
Shoreham-by-Sea sorge sulla riva occidentale del fiume Adur, che proprio qui ha la sua foce.

## Storia
L'origine di Shoreham-by-Sea risale all'era pre-romana. La chiesa di St Nicolas, situata sulla riva del fiume, è parzialmente anglosassone. Il nome della cittadina deriva dall'antico inglese. La zona più nuova di Shoreham-by-Sea e il suo porto sono stati fondati dai conquistatori normanni verso la fine dell'XI secolo d.C..
La chiesa di Santa Maria de Haura è stata costruita nel decennio successivo al 1103 (il Domesday Book risale al 1086) e, all'epoca, Shoreham-by-Sea si sviluppava secondo una pianta a scacchiera che si rinviene ancora oggi nell'area centrale della cittadina.
La chiesa è grande la metà dell'originale: l'antica navata è andata distrutta al tempo della guerra civile, e rimangono solo alcuni resti della facciata occidentale nel cimitero antistante.
Lo studioso arabo Muhammad al-Idrisi ha descritto, nel 1153, Shoreham-by-Sea come "una cittadina raffinata e colta in cui sono presenti edifici e fiorenti attività".
La rapida crescita delle vicine città di Brighton, Hove e Worthing e, in particolare, l'arrivo della ferrovia nel 1840, ha preparato l'ascesa di Shoreham-by-Sea come porto marittimo vittoriano, con parecchi cantieri navali e un attivo commercio costiero. Il porto di Shoreham è tuttora attivo.
Annualmente, al termine dell'estate, presso l'Aeroporto di Shoreham si teneva una manifestazione aerea della Royal Air Forces Association. Il 22 agosto 2015, un Hawker Hunter si è schiantato durante l'esibizione sulla trafficata strada A27, appena fuori dall'aeroporto, uccidendo undici persone e ferendone molte altre. La manifestazione è stata cancellata da allora e non si è più tenuta.

## Monumenti e luoghi d'interesse

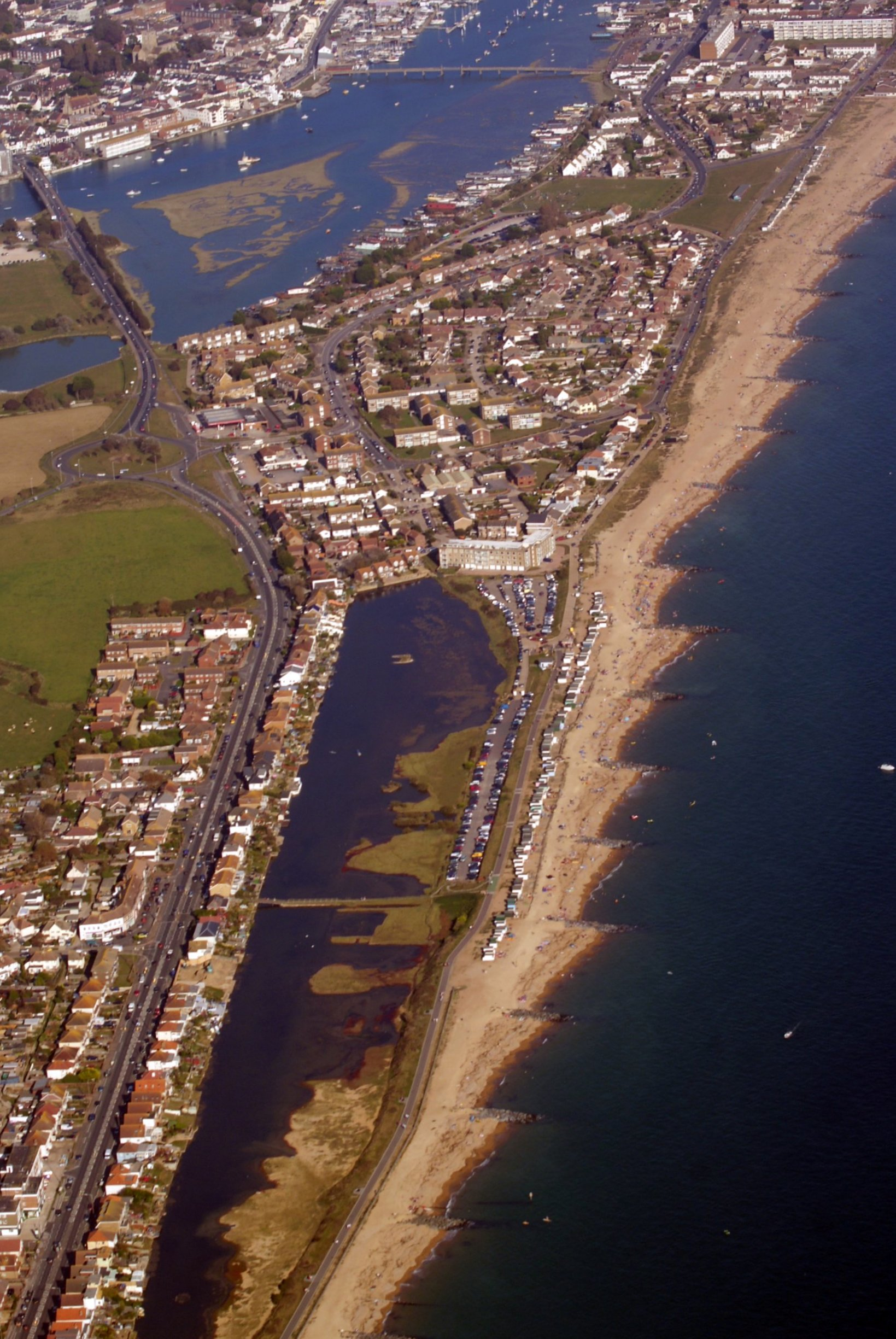
Spiaggia di Shoreham

### Architetture militari
Ridotta di ShorehamLa Ridotta di Shoreham, conosciuta anche come Ridotta di Kingston o Forte di Shoreham, è una struttura difensiva che si trova all'entrata del porto di Shoreham, alla foce del fiume Adur. È stata progettata negli anni cinquanta del XIX secolo, durante un periodo di allarme politico su una possibile invasione francese, esacerbata dalla credenza che la Marina reale non sarebbe più stata capace di contrastare i francesi, dopo l'introduzione nella Marina francese di navi da guerra in ferro, alimentate a vapore.
La costruzione di questa ridotta è stata completata nel giugno del 1857 ed è costata 11 685 sterline.

### Altro
Tra Shoreham-by-Sea e Lancing, sul fiume Adur, si trova l'antico ponte a pedaggio di Shoreham. Si tratta di un monumento classificato di grado II* e, fino al 1968, anno in cui è stato chiuso al traffico, era parte della strada A27. La struttura è stata pesantemente ristrutturata ed è stata riaperta il 23 ottobre 2008, con una cerimonia tenuta dal principe Andrea, duca di York.
La cittadina è il luogo in cui termina la Monarch's Way, un sentiero a lunga percorrenza di 990 km, che segue il percorso intrapreso dal Re Carlo II nel 1651, dopo la sconfitta da parte di Oliver Cromwell, nella battaglia di Worcester.

### Aree naturali
Spiaggia di ShorehamLa spiaggia di Shoreham, a sud del centro cittadino, è un cordone litorale in ciottoli, che si protende da Lancing verso oriente. Questo cordone blocca la corrente del fiume Adur, diretta a sud, deviando il suo percorso verso est per terminare nella Manica. La foce del fiume Adur, nel corso dei secoli, ha cambiato più volte posizione: tra il XVII e il XVIII secolo, la foce del fiume si è spostata verso est, il che ha limitato il commercio portuale; nel 1810, si trovava quasi di fronte alla chiesa di Aldrington. Nel 1816, sono stati terminati i lavori che hanno fissato la posizione della foce nel punto in cui si trova ora, fluendo nel mare tra due moli. Una volta che l'imboccatura del porto è stata stabilita, nel 1857 si è deciso di costruire un forte che l'avrebbe difeso.

## Infrastrutture e trasporti
L'aeroporto di Brighton City, noto anche con il nome di Aeroporto di Shoreham, sorge al confine territoriale delle parrocchie civili di Lancing e Shoreham-by-Sea. Fondato nel 1910, è il più antico aeroporto britannico e il primo aeroporto costruito con l'obiettivo essere utilizzato per voli commerciali.
La cittadina è servita dalle stazioni di Shoreham-by-Sea, di Southwick e di Fishergate, situate lungo la ferrovia West Coastway e servite da treni operati da Govia Thameslink Railway e Great Western Railway.
Da Shoreham-by-Sea, inoltre, si diramava la ferrovia di Steyning, chiusa nel 1966, nell'ambito dei tagli di Beeching al servizio ferroviario britannico.
Alcune linee di autobus, gestite da Stagecoach, Brighton & Hove e Compass Travel, collegano Shoreham-by-Sea ai paesi e alle città limitrofe.